# Aborto en Surinam
Actualmente el aborto en Surinam es ilegal salvo en casos de amenaza a la vida o salud de la mujer. La pena para una mujer que tiene un aborto es de hasta tres años de prisión y la pena por un médico u otra persona que realiza el procedimiento es de hasta cuatro años.
En 2007, el ministro de la Salud de Surinam, Celsius Waterberg, armó un escándalo cuando criticó la legalización de eutanasia (derecho a quitarse la vida) mientras fomentaba el aborto en casos de violación o peligro al feto.